# Ernst Dickmanns
Ernst Dieter Dickmanns (4 de janeiro de 1936) é um pesquisador alemão, pioneiro nas áreas de visão computacional e veículos autônomos, sendo por isto chamado de "pai do carro autônomo".